# In the Wee Small Hours

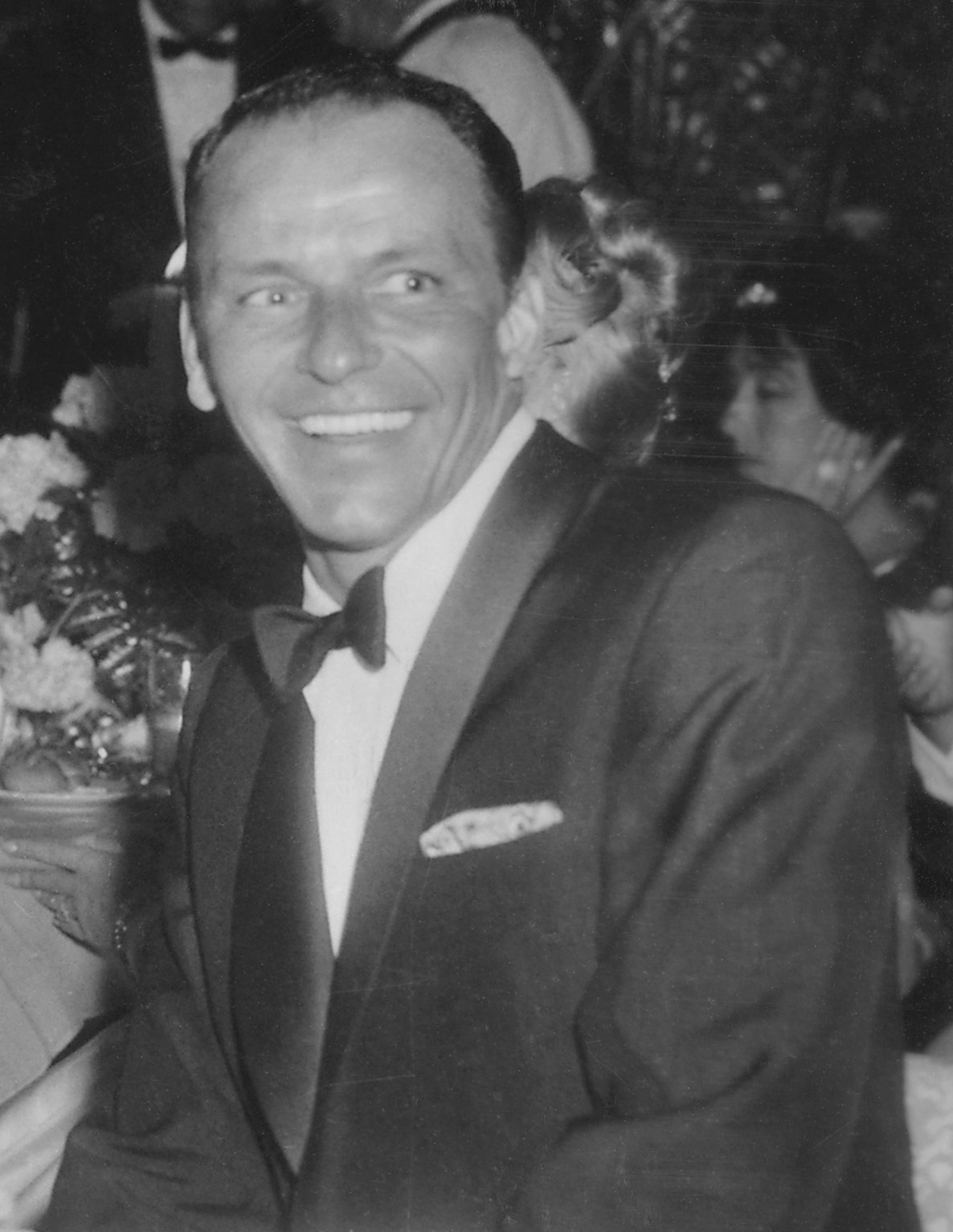
Frank Sinatra en el Girl's Town Ball en Florida. 12 de marzo de 1960.

In The Wee Small Hours -En Españolː En las pequeñas horas- es el noveno álbum de estudio del vocalista Americano Frank Sinatra. Lanzado en abril de 1955 por Capitol Records, producido por Voyle Gilmore con arreglos de Nelson Riddle. 
Los temas contenido en el álbum tratan temas relacionados con la soledad, introspección, amores perdidos, relaciones amorosas fallidas, depresión y vida nocturna. Como resultado de esto In The Wee Small Hours es considerado como uno de los primeros "álbum conceptual". 
El arte de portada refleja estos temas y retrata una mirada reflexiva de Sinatra parado en una calle misteriosa y desierta inundada por luces de teñido azul. Sinatra continuo de manera exitosa la fórmula de "álbum conceptual" en álbumes posteriores como Songs For Swingin' Lovers! y Only The Lonely, él había desarrollado la idea desde 1946 con su primer álbum lanzado a la venta, The Voice. 
In The Wee Small Hours fue lanzado en dos discos LP de 10", y también en edición de un solo disco LP de 12", se convirtió en uno de los primeros en salir en este formato. También sería lanzado en una edición de cuatro discos EP de 10" de 45-rpm vendidos en portada de cartón con el mismo arte que los LP.
El álbum fue un éxito comercial, alcanzando la posición #3 en las listas de EE. UU. donde permaneció 18 semanas, se convirtió en el álbum más exitoso del intérprete desde el álbum de 1947 Songs By Sinatra. En el año 2002 fue certificado como álbum de oro por parte de la RIAA, por haber vendido 500 000 unidades. 
El álbum fue igualmente aclamado por la crítica, y es listado como el tercer mejor álbum de los años 50. Rolling Stone lo colocó en el #101 en la lista de los mejores álbumes de todos los tiempos. También fue incluido en el libro 1001 Álbumes que hay que oír antes de morir.

## Historia
El álbum se lanzó originalmente como doble de 10 pulgadas y como LP de 12. La presentación doble era un formato inusual en ese entonces y la presentación de LP fue la primera para Sinatra. In the Wee Small Hours contiene un grupo de canciones seleccionadas específicamente para el álbum, al igual que sus dos grabaciones previas con Capitol. Esto es particularmente notable pues en esa época los álbumes generalmente consistían de una selección aleatoria de éxitos del intérprete en vez de una selección deliberada y secuencial. En los años 80 fue publicado nuevamente con una lista de pistas acortada.
Todas las piezas del álbum son baladas organizadas alrededor de un ambiente de aislamiento a altas horas de la noche y de dolor por un amor perdido, usualmente relacionado con la separación de Sinatra de Ava Gardner. Inicia con el tema homónimo, escrito especialmente para Sinatra y continúa con una selección de estándares de pop arreglados de forma sobria y suave. Los arreglos de Riddle son para un ensamble pequeño de cuerdas, con realces para vientos y celesta. La portada del álbum refleja el tema central, mostrando a un Sinatra pensativo en una calle solitaria y oscura.

## Acogida
En 2003, el álbum fue calificado como el 100 en la lista de los 500 mejores álbumes de todos los tiempos de la revista Rolling Stone y es también el primer álbum listado en el libro "Los 1001 discos que hay que escuchar antes de morir" según Robert Dimrey. En 2007, la revista Time lo seleccionó como uno de los 100 mejores álbumes de todos los tiempos.